# Johan Leitz
Johan Leitz, död före 6 augusti 1692, var en svensk akademiritmästare.
Leitz var anställd som ritare vid Antikvitetskollegiet 1670–1683. Han började sin karriär som myntritare och övergick till att avbilda talrika kyrkor, epitafier, vapen och runstenar under Johan Hadorps inventeringsresa från Gävle till Väster- och Östergötland 1672–1673. Därefter fortsatte han med att avbilda historiska föremål från Uppland. Antikvitetskollegiet gav honom många varningar på grund av oflit innan han definitivt avskedades 1683. Magnus Gabriel De la Gardie utnämnde honom till ritmästare utan lön vid Uppsala universitet 1683 och den enda inkomsten från det arbetet blev elevernas kursavgift. Det finns inga spår från Leitz tid som ritmästare men han var troligen delaktig i Olof Rudbecks stora bokverk. Bland hans andra arbeten märks bildsviten Ritade kyrkor i Wadstena län som ingår i Kungliga bibliotekets samling och teckningar av kyrkor och runstenar som ingår i Antikvitetskollegiets bildmateriel.  